# Danny Pintauro
Daniel John Pintauro (Milltown, New Jersey, 6 januari 1976) is een Amerikaans acteur.
Pintauro werd als kind bekend door zijn rol als Jonathan Bower in de sitcom Who's the Boss?. Daarvoor was hij al te zien als Paul Ryan in As the World Turns, waarin hij al op 6-jarige leeftijd speelde. In 1990 pleegde een man zelfmoord, nadat hij Pintauro enige tijd lastig had gevallen met brieven. Dit deed geen afbreuk aan Pintauro's herinnering aan de serie, want hij kijkt nog steeds graag naar de herhalingen en claimt dat Tony Danza en Judith Light een soort tweede vader en moeder voor hem zijn.
Verder speelde hij een bijrol in Stephen Kings Cujo. In 2007 verscheen hij nog in de film The Still Life.
In juli 1997 kwam hij uit de kast tijdens een interview voor het blad National Enquirer. Op 14 juni 1998 studeerde hij af in drama op de universiteit van Stanford. Hij kreeg maar weinig rollen en werd manager van een restaurant. Op 3 april 2014 is hij getrouwd met zijn vriend Wil Tabares in Californië.

## Filmografie
- Cujo (1983) - Tad Trenton
- As the World Turns Televisieserie - Paul Ryan #1 (Afl. onbekend, 1982-1985)
- Who's the Boss? Televisieserie - Jonathan Bower (196 afl., 1984-1992)
- The Beniker Gang (1985) - Ben Beniker
- Timestalkers (Televisiefilm, 1987) - Billy
- Highway to Heaven Televisieserie - Alex (Afl., Man's Best Friend: Part 1 & 2, 1987)
- Jury Duty: The Comedy (Televisiefilm, 1990) - Kevin Worth
- The Still Life (2007) - Stefan
- A Country Christmas Harmony (2022) - Eugene

- Biblioteca Nacional de España: XX1305916
- International Standard Name Identifier: 0000 0001 1482 8042
- Library of Congress Control Number: no2009201682
- Nederlandse Thesaurus van Auteursnamen: 073257664
- Virtual International Authority File: 161775490
- WorldCat: E39PBJp9pBHpwYtgcRfypGYtrq